# Kepler-63
 (juin 2025).
Désignations
Kepler-63 est une étoile de type spectral G5 située dans la constellation du Cygne, à environ 194,03 parsecs de la Terre.

## Caractéristiques physiques
Cette étoile est de type spectral G5.
Sa température effective est d'environ 5576 K.
Sa masse est estimée à 0,98 fois celle du Soleil.
Son rayon est d'environ 0,9 fois celui du Soleil.
Sa luminosité est d'environ 0,7 fois celle du Soleil.

## Observation
Ses coordonnées célestes sont : ascension droite 19h 16m 54,31s, déclinaison +49° 32′ 53,81″.

## Système planétaire
| Planète     | Masse   | Demi-grand axe (ua) | Période orbitale (jours) | Excentricité | Inclinaison | Rayon   |
| ----------- | ------- | ------------------- | ------------------------ | ------------ | ----------- | ------- |
| Kepler-63 b | 0,38 MJ | 0,08                | 9,43                     | 0,450        | 87,81°      | 0,55 RJ |